# تلمبه امیرآباد رضاپور امینایی
تلمبه امیرآباد رضاپور امینایی یک منطقهٔ مسکونی در ایران است که در دهستان پاریز واقع شده‌است. تلمبه امیرآباد رضاپور امینایی ۱۹ نفر جمعیت دارد.